# Jeonju
Jeonju (phát âm tiếng Hàn Quốc: [tɕʌn.dʑu], Hán Việt: Toàn Châu) là một thành phố trực thuộc tỉnh nằm ở phía Tây Nam của Hàn Quốc. Đây là thủ phủ của Jeonbuk. Đây là một trung tâm du lịch quan trọng, nổi tiếng với các món ăn Hàn Quốc, những tòa nhà lịch sử và các lễ hội.

## Hành chính

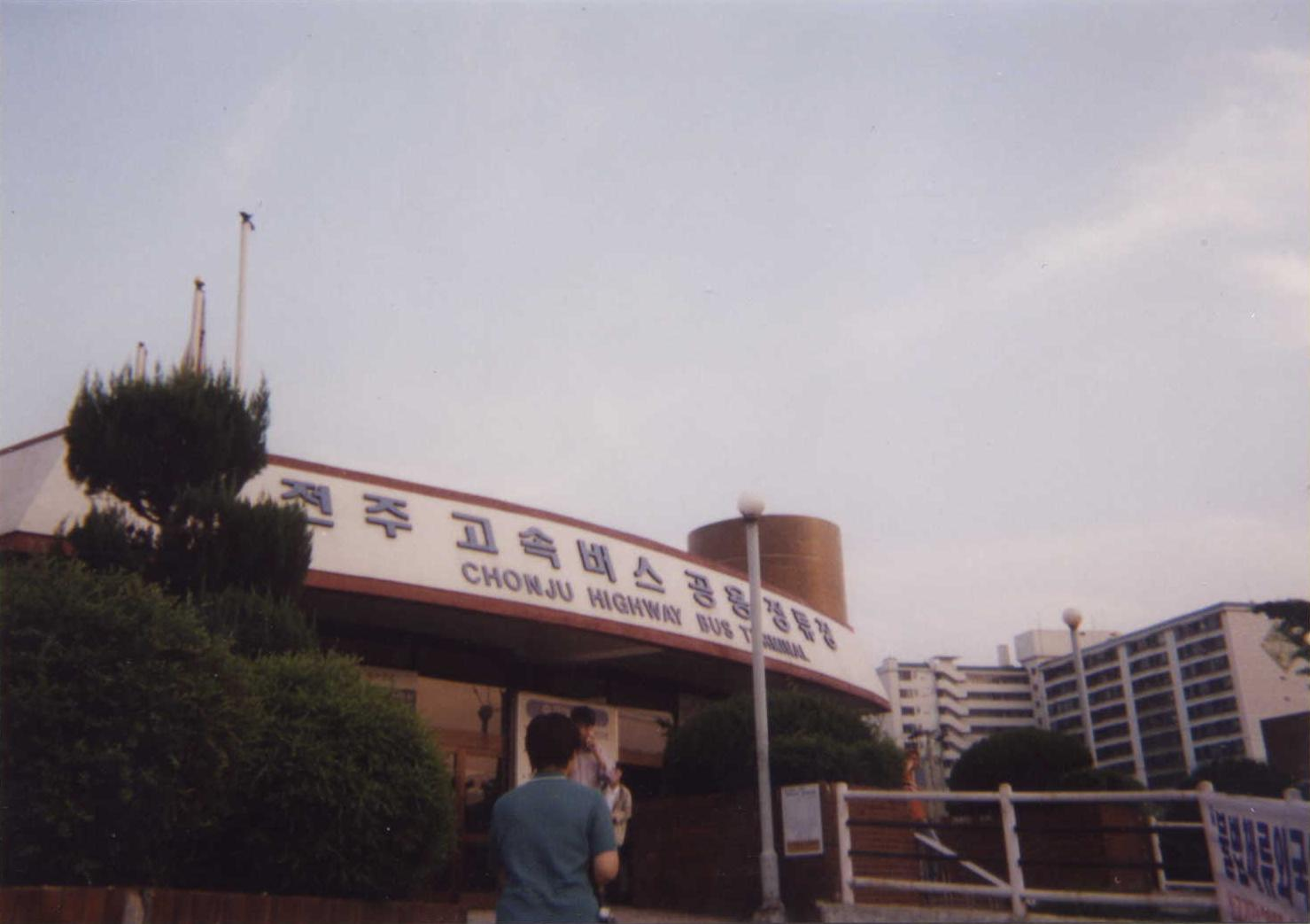
Nhà ga xe buýt quốc lộ Chonju.

Jeonju được chia thành 2 quận Deokjin-gu (덕진구, 德津區, Đức Tân khu) và Wansan-gu (완산구, 完山區, Hoàn Sơn khu), 2 quận này lại được chia thành 40 phường.

## Khí hậu
| Dữ liệu khí hậu của Jeonju               | Dữ liệu khí hậu của Jeonju | Dữ liệu khí hậu của Jeonju | Dữ liệu khí hậu của Jeonju | Dữ liệu khí hậu của Jeonju | Dữ liệu khí hậu của Jeonju | Dữ liệu khí hậu của Jeonju | Dữ liệu khí hậu của Jeonju | Dữ liệu khí hậu của Jeonju | Dữ liệu khí hậu của Jeonju | Dữ liệu khí hậu của Jeonju | Dữ liệu khí hậu của Jeonju | Dữ liệu khí hậu của Jeonju | Dữ liệu khí hậu của Jeonju |
| Tháng                                    | 1                          | 2                          | 3                          | 4                          | 5                          | 6                          | 7                          | 8                          | 9                          | 10                         | 11                         | 12                         | Năm                        |
| ---------------------------------------- | -------------------------- | -------------------------- | -------------------------- | -------------------------- | -------------------------- | -------------------------- | -------------------------- | -------------------------- | -------------------------- | -------------------------- | -------------------------- | -------------------------- | -------------------------- |
| Cao kỉ lục °C (°F)                       | 18.3 (64.9)                | 21.9 (71.4)                | 28.2 (82.8)                | 31.2 (88.2)                | 35.1 (95.2)                | 35.8 (96.4)                | 38.6 (101.5)               | 38.3 (100.9)               | 34.5 (94.1)                | 30.8 (87.4)                | 28.0 (82.4)                | 23.0 (73.4)                | 38.6 (101.5)               |
| Trung bình ngày tối đa °C (°F)           | 4.4 (39.9)                 | 6.9 (44.4)                 | 12.4 (54.3)                | 19.6 (67.3)                | 24.5 (76.1)                | 27.9 (82.2)                | 30.2 (86.4)                | 31.0 (87.8)                | 27.0 (80.6)                | 21.5 (70.7)                | 13.9 (57.0)                | 7.1 (44.8)                 | 18.9 (66.0)                |
| Trung bình ngày °C (°F)                  | −0.5 (31.1)                | 1.5 (34.7)                 | 6.3 (43.3)                 | 12.8 (55.0)                | 18.2 (64.8)                | 22.5 (72.5)                | 25.8 (78.4)                | 26.2 (79.2)                | 21.5 (70.7)                | 15.0 (59.0)                | 8.3 (46.9)                 | 2.2 (36.0)                 | 13.3 (55.9)                |
| Tối thiểu trung bình ngày °C (°F)        | −4.6 (23.7)                | −3.0 (26.6)                | 1.2 (34.2)                 | 6.7 (44.1)                 | 12.5 (54.5)                | 17.8 (64.0)                | 22.4 (72.3)                | 22.6 (72.7)                | 17.1 (62.8)                | 9.8 (49.6)                 | 3.5 (38.3)                 | −2.2 (28.0)                | 8.6 (47.5)                 |
| Thấp kỉ lục °C (°F)                      | −17.1 (1.2)                | −16.6 (2.1)                | −12.2 (10.0)               | −3.9 (25.0)                | 2.2 (36.0)                 | 8.2 (46.8)                 | 12.1 (53.8)                | 12.5 (54.5)                | 4.0 (39.2)                 | −2.7 (27.1)                | −8.4 (16.9)                | −15.0 (5.0)                | −17.1 (1.2)                |
| Lượng Giáng thủy trung bình mm (inches)  | 32.7 (1.29)                | 40.0 (1.57)                | 54.3 (2.14)                | 77.3 (3.04)                | 91.5 (3.60)                | 167.9 (6.61)               | 299.6 (11.80)              | 277.5 (10.93)              | 137.6 (5.42)               | 53.5 (2.11)                | 50.2 (1.98)                | 31.1 (1.22)                | 1.313,1 (51.70)            |
| Số ngày giáng thủy trung bình (≥ 0.1 mm) | 9.3                        | 7.8                        | 10.3                       | 8.6                        | 9.2                        | 10.7                       | 15.9                       | 15.5                       | 9.7                        | 6.7                        | 9.1                        | 9.4                        | 122.2                      |
| Số ngày tuyết rơi trung bình             | 8.7                        | 5.6                        | 2.7                        | 0.1                        | 0.0                        | 0.0                        | 0.0                        | 0.0                        | 0.0                        | 0.0                        | 1.5                        | 6.7                        | 25.4                       |
| Độ ẩm tương đối trung bình (%)           | 68.6                       | 66.5                       | 63.7                       | 60.6                       | 65.3                       | 71.3                       | 77.5                       | 76.7                       | 74.1                       | 70.4                       | 69.1                       | 68.9                       | 69.4                       |
| Số giờ nắng trung bình tháng             | 151.6                      | 157.7                      | 185.9                      | 211.7                      | 217.9                      | 172.7                      | 136.7                      | 160.6                      | 168.1                      | 194.6                      | 154.5                      | 142.3                      | 2.054,5                    |
| Phần trăm nắng có thể                    | 48.7                       | 51.3                       | 50.1                       | 53.9                       | 50.0                       | 39.6                       | 30.8                       | 38.4                       | 45.1                       | 55.6                       | 50.0                       | 47.0                       | 46.2                       |
| Nguồn:                                   |                            |                            |                            |                            |                            |                            |                            |                            |                            |                            |                            |                            |                            |

## Các thành phố kết nghĩa
- San Diego, California, Mỹ
- Tô Châu, Giang Tô, Cộng hòa Nhân dân Trung Hoa
- Kanazawa, tỉnh Ishikawa, Nhật Bản

## Một vài hình ảnh

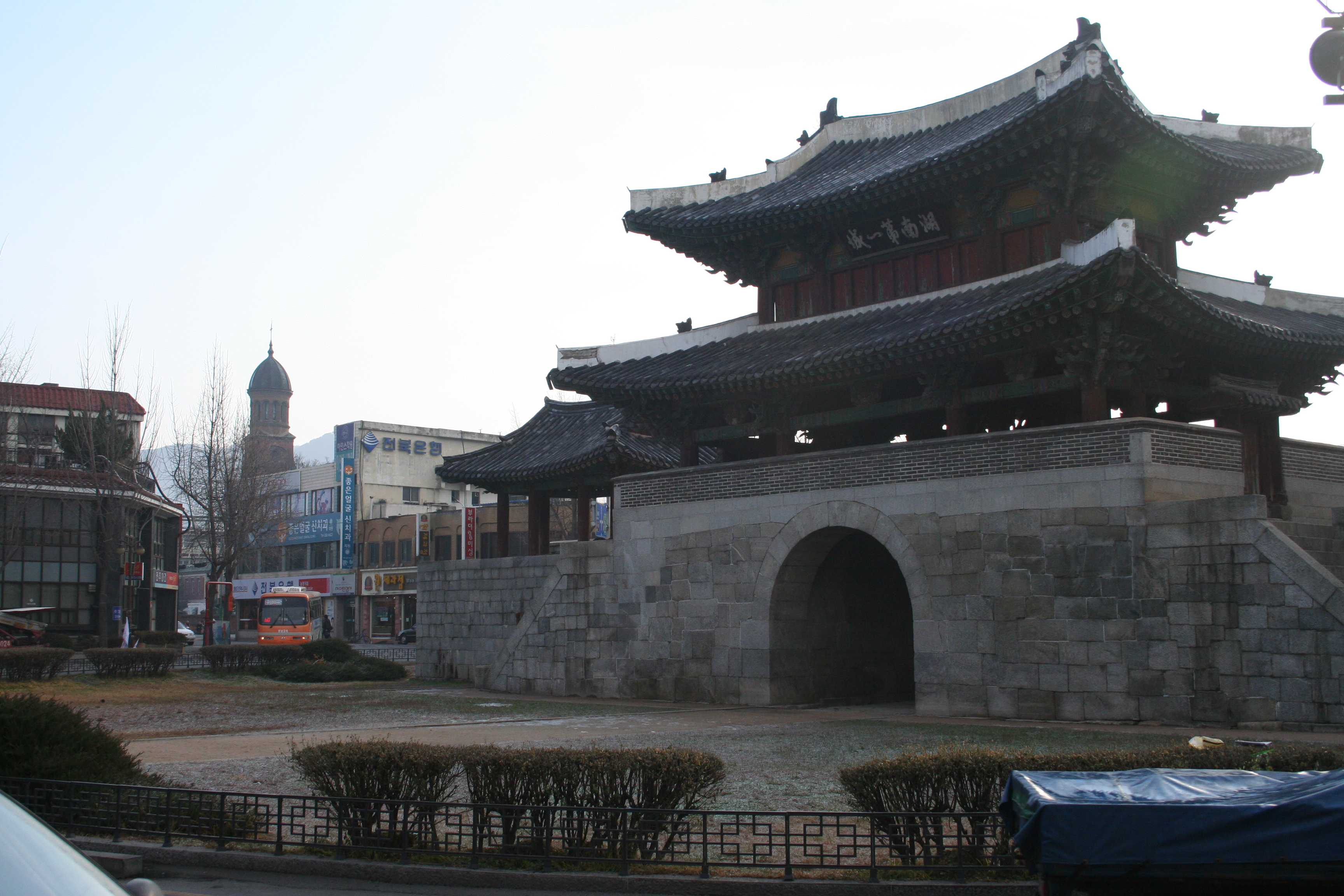
Pungnammun, phần còn lại của tường thành Jeonju.
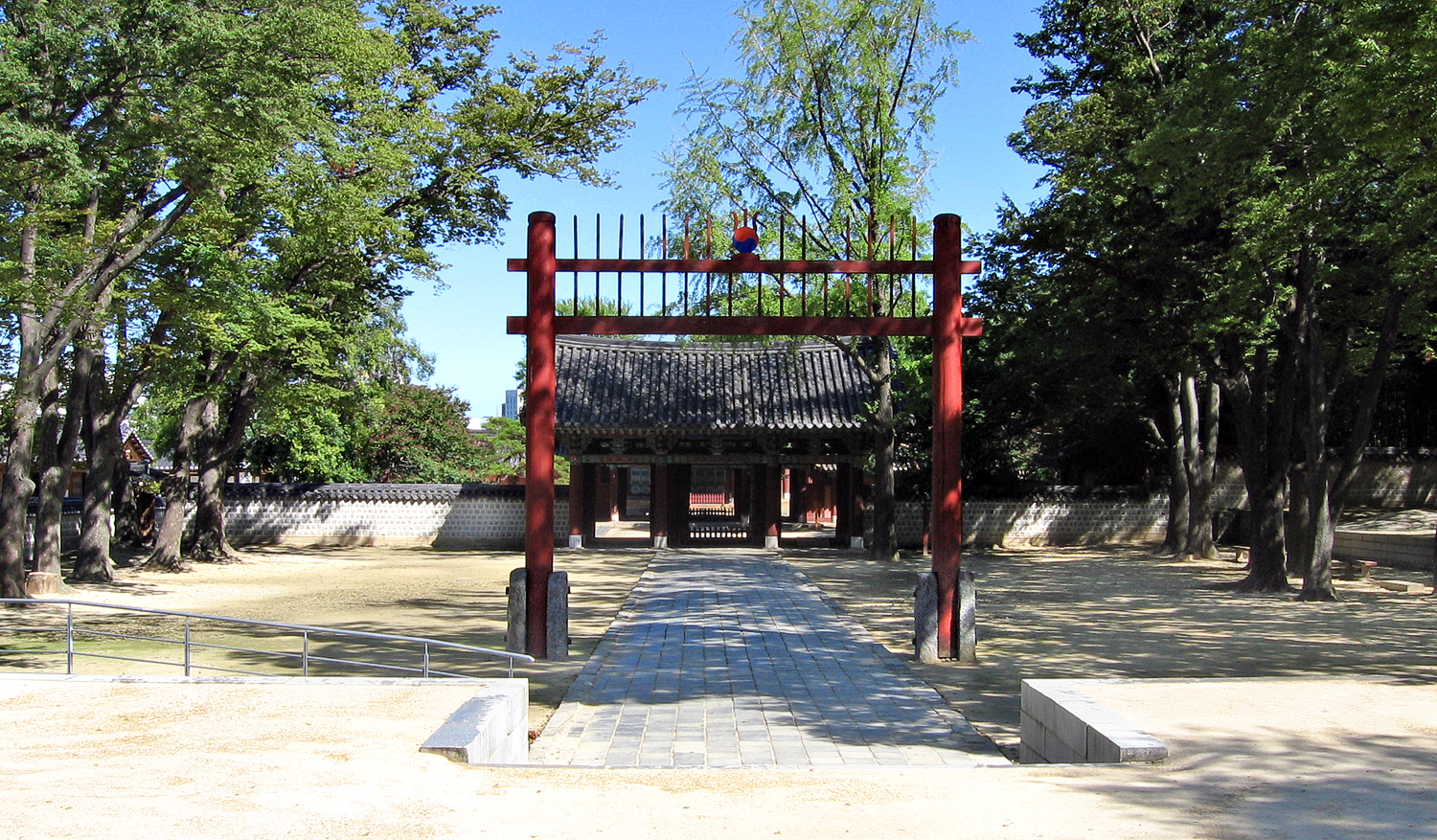
Jeonju Gyeonggi-jeon
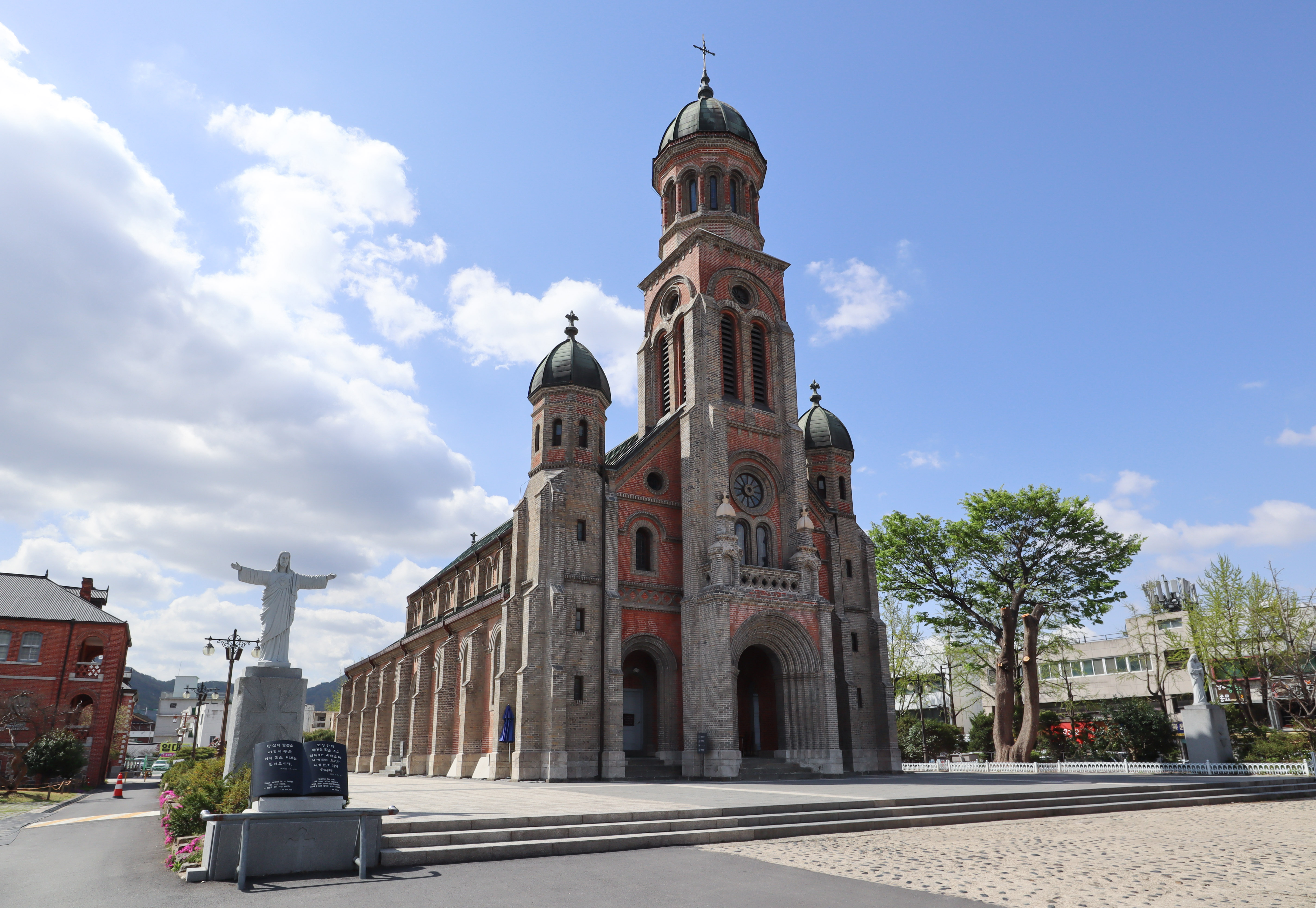
Nhà thờ Jeondong.
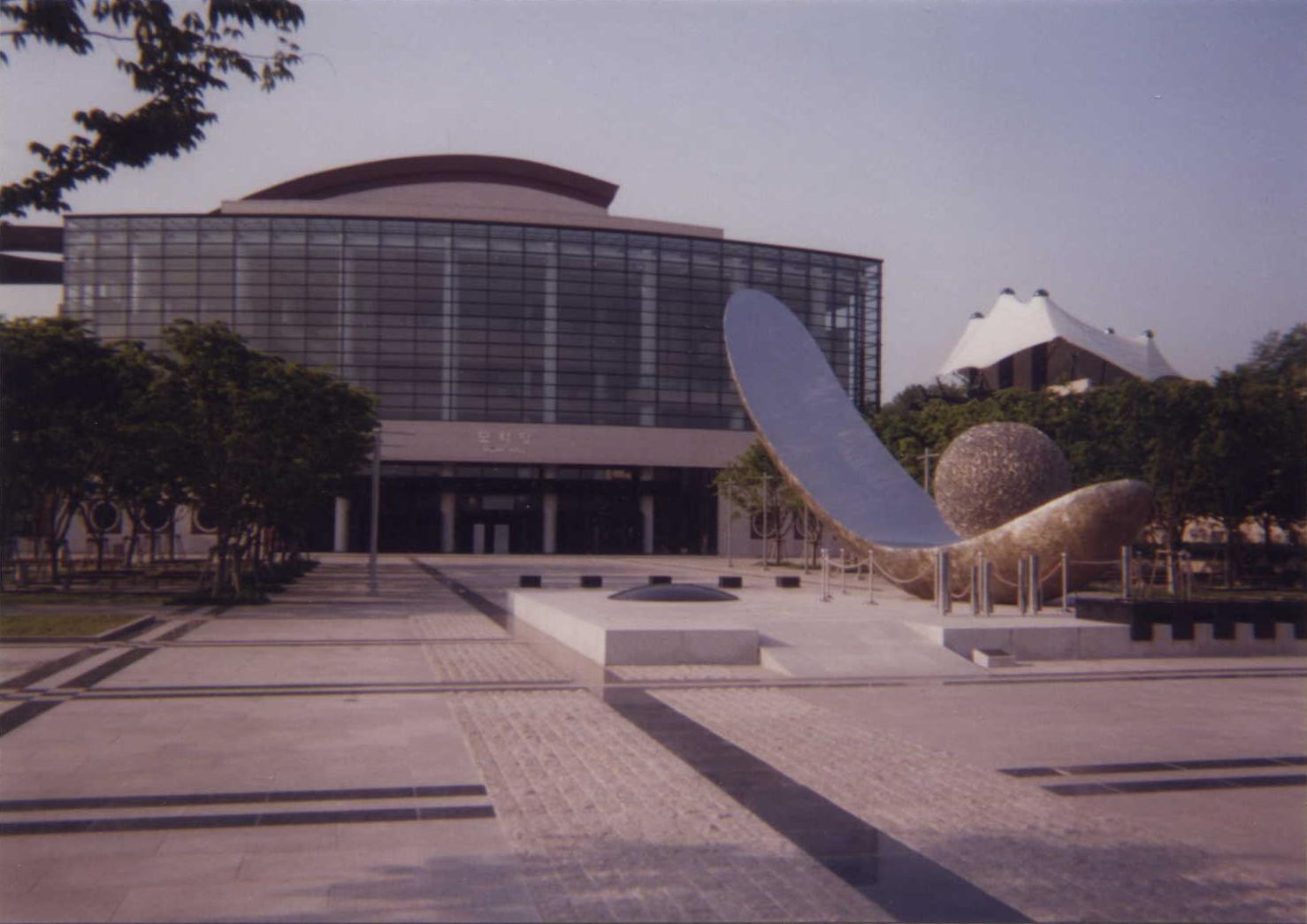
Trung tâm nghệ thuật Sori Jeollabuk-do.